# Stefan Wenzel

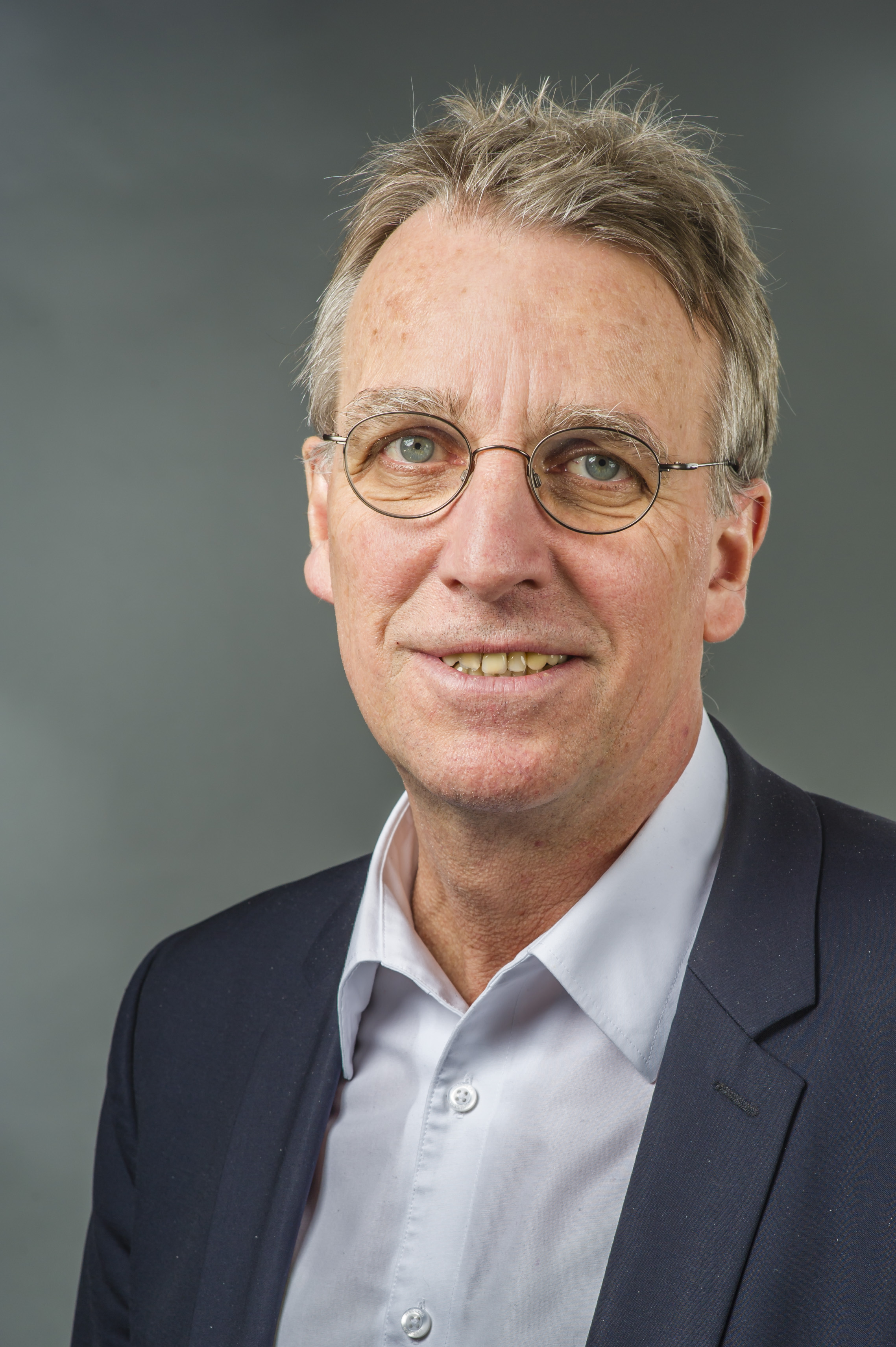
Stefan Wenzel (2018)

Peer Stefan Wenzel (* 5. Mai 1962 in Nakskov, Dänemark) ist ein deutscher Politiker (Bündnis 90/Die Grünen). Er war von 2021 bis 2025 Mitglied des Bundestages und von 2022 bis 2025 Parlamentarischer Staatssekretär beim Bundesminister für Wirtschaft und Klimaschutz. Zuvor war er von 1998 bis 2021 Mitglied des Niedersächsischen Landtags und von 2013 bis 2017 niedersächsischer Umweltminister sowie stellvertretender Ministerpräsident im Kabinett Weil I.

## Werdegang
Stefan Wenzel besuchte die Grundschule in Resse bei Hannover und machte sein Abitur am Gymnasium Mellendorf. Zwei Jahre lang betätigte er sich als Waldarbeiter und in der Landwirtschaft. Dann studierte er Agrarökonomie an der Georg-August-Universität Göttingen; in seiner Diplomarbeit stellte er einen Vergleich der Pacht- und Bodenpreise in der Europäischen Gemeinschaft an. Ein halbes Jahr lang arbeitete er in Südamerika, unter anderem in einem SOS-Kinderdorf und in einem genossenschaftlichen Existenzgründungsprojekt. Wenzel wurde anschließend Geschäftsführer der Grünen-Kreistagsfraktion im Landkreis Göttingen und lebte nebenbei einige Jahre von Subsistenzwirtschaft. Daneben war Wenzel zehn Jahre lang bis 1998 als Gesellschafter an einem Groß- und Einzelhandelsgeschäft für Wein aus ökologischem Anbau beteiligt. Viele Jahre engagierte sich Wenzel in der Jugendarbeit und in Anti-Atom-Initiativen.
Wenzel, seit 1986 Grünen-Mitglied, war von 1993 bis 1995 Mitglied im Landesvorstand von Bündnis 90/Die Grünen Niedersachsen. Von 1995 bis 1998 war er als Referent für Verkehrspolitik Mitarbeiter der Fraktion Bündnis 90/Die Grünen im Niedersächsischen Landtag. Zwischen 1986 und 2001 war er zudem Mitglied des Göttinger Kreistages, von 2001 bis 2006 Mitglied des Ortsrates und von 2003 bis 2006 stellvertretender Ortsbürgermeister von Groß Lengden, einem Ortsteil der Gemeine Gleichen. Im Jahre 2006 war er der Kandidat der Grünen für die Oberbürgermeisterwahl in Göttingen. Er erhielt im ersten Wahlgang 19,9 Prozent der Stimmen und verpasste damit die Stichwahl.
Von 1998 bis 2021 war Stefan Wenzel Landtagsabgeordneter. Er wurde jeweils über die Landesliste der Grünen gewählt. Von 2004 bis 2013 war er Vorsitzender der Grünen-Landtagsfraktion.
Bei den Landtagswahlen 2008, 2013 und 2017 trat Wenzel als Direktkandidat der Grünen im Wahlkreis 17 Göttingen-Stadt an, unterlag jedoch jeweils gegen Gabriele Andretta (SPD). Bei der Landtagswahl 2008 war Wenzel zusammen mit Ursula Helmhold Spitzenkandidat der Grünen. Von 2008 bis 2013 war Wenzel Vorsitzender des Ausschusses für Umwelt und Klimaschutz. Bei der Landtagswahl 2013 war Wenzel wieder Spitzenkandidat, diesmal zusammen mit Anja Piel.

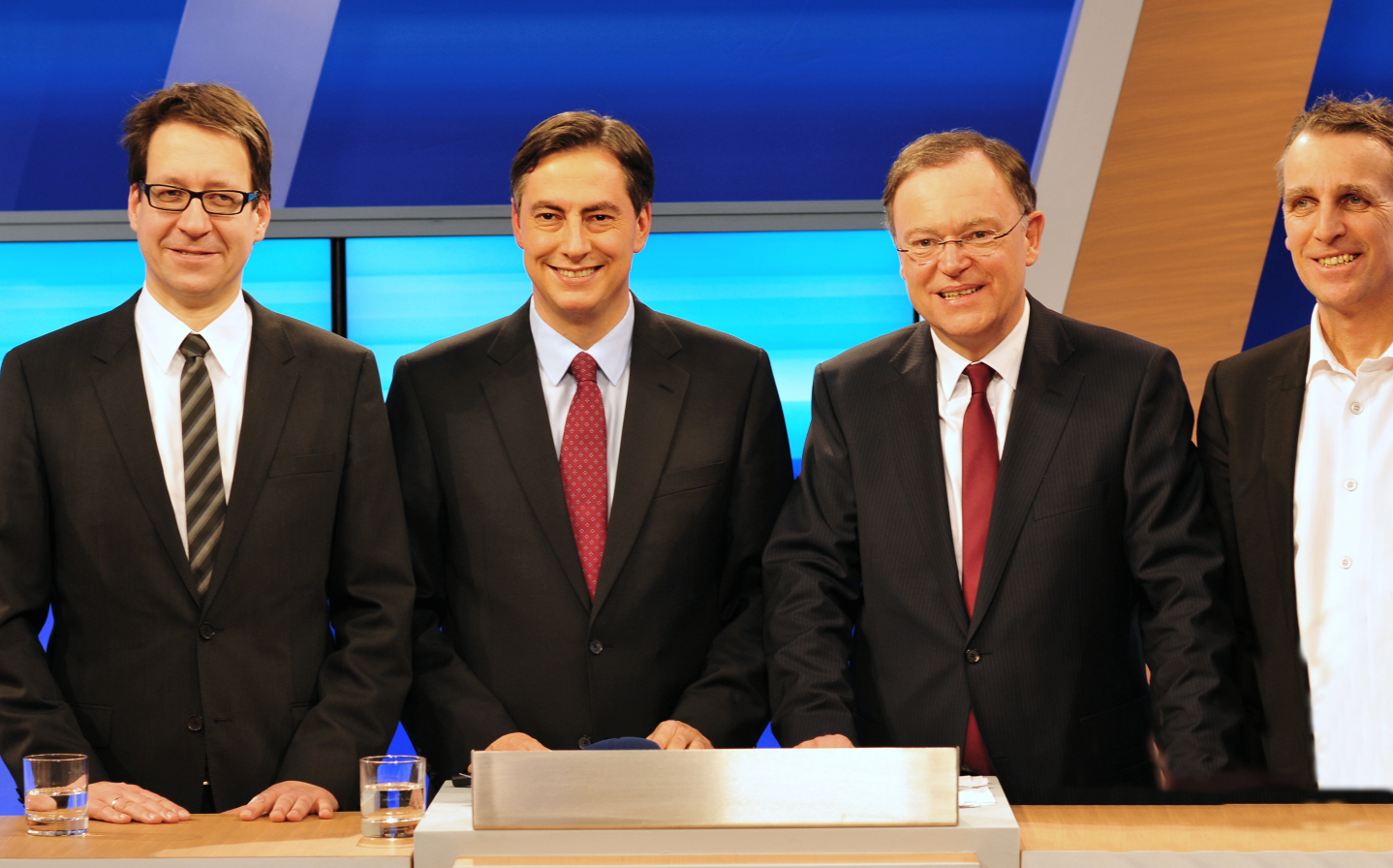
Am Abend nach der Landtagswahl in Niedersachsen 2013 mit Stefan Birkner, David McAllister, Stephan Weil (v. l. n. r.)

Von 2013 bis 2017 war Stefan Wenzel Niedersächsischer Minister für Umwelt, Energie und Klimaschutz und Stellvertreter von Ministerpräsident Stephan Weil (SPD).
Von 2014 bis 2016 war er als Mitglied der Landesregierung auch ordentliches Mitglied der Kommission Lagerung hoch radioaktiver Abfallstoffe (Endlagerkommission) gemäß § 3 Standortauswahlgesetz.
Von 2017 bis 2021 war Wenzel Vorsitzender des Ausschusses für Haushalt und Finanzen des Landtages und Sprecher seiner Fraktion für diesen Fachbereich.
Von 2009 bis 2017 gehörte er auf Vorschlag der Landtagsfraktion der Grünen vier Bundesversammlungen zur Wahl des Bundespräsidenten an.
Zur Bundestagswahl 2021 trat er als Direktkandidat im Wahlkreis Cuxhaven – Stade II und auf Platz 10 der grünen Landesliste an. Er wurde über die Landesliste in den Bundestag gewählt und legte sein Landtagsmandat nieder; für ihn rückte Gerald Heere in den Landtag nach.
Vom 14. Juli 2022 bis zum 6. Mai 2025 war er als Nachfolger von Oliver Krischer Parlamentarischer Staatssekretär beim Bundesminister für Wirtschaft und Klimaschutz, Robert Habeck (Grüne). Wenzel wurde Vorsitzender des Aufsichtsrates der Deutschen Energie-Agentur (dena).
Zur Bundestagswahl 2025 trat Wenzel nicht erneut an.

## Familie und Privates
Wenzel wohnt in Cuxhaven, ist verheiratet und hat drei Töchter. Wenzel hielt nach eigenen Angaben einige Anteile an der Windkraft Diemarden, die 1993 eines der ersten Bürgerwindräder im Binnenland aufbaute und heute ca. 2700 Haushalte mit Strom versorgt. Diese Anteile habe er an seine Frau abgegeben, als er Minister geworden sei. Außerdem hielt Wenzel einen Genossenschaftsanteil am Bioenergiedorf Jühnde.

## Publikationen
- Stefan Wenzel (V. i. S. d. P.) u. a.: Verscharrt in alle Ewigkeit?! Das Atommüll-Desaster in der Asse und die Konsequenzen. Bündnis 90/Die Grünen im Landtag Niedersachsen. Bündnis 90/Die Grünen: Hannover 2009, 43 S. ISBN 978-3-9813981-0-6
- Hans-Heiner Schmidt-Kanefendt; Stefan Wenzel (Hrsg.): Grünes Energieszenario – enkeltaugliche Energieversorgung für Niedersachsen. Sonne – Wind – Biomasse. Untersuchung im Auftrag von Bündnis 90/Die Grünen in Niedersachsen. Bündnis 90/Die Grünen: Hannover 2011, 56 S. ISBN 978-3-9813981-1-3